# 紧急起飞
《紧急起飞》是1981年街机卷轴射击游戏，由科乐美开发。游戏中玩家驾驶飞机穿过敌方领空炸毁敌人要塞。玩家在向前开火与投掷炸弹的同时，还需要躲避障碍物和敌方火力。 